# Profesor Colibri
Profesor Colibri (v izvirniku angleško Filius Flitwick) je izmišljena oseba iz serije Harry Potter pisateljice J. K. Rowling.
Je profesor urokov na Bradavičarki. Je predstojnik Drznvraana, enega od domov šole. Njegov daljni sorodnik je bil goblin, zato je majhne postave, govori pa z visokim, piskajočim glasom. Hermiona Granger Ronu in Harryju pove, da je bil v mladosti zelo čeden in nadarjen, med drugim pa je bil tudi prvak v dvobojevanju.
Podpira Dumbledoreja in Harryja ter je eden prvih, ki verjamejo v Mrlakensteinovo vrnitev.